# Miradouro da Boca do Inferno

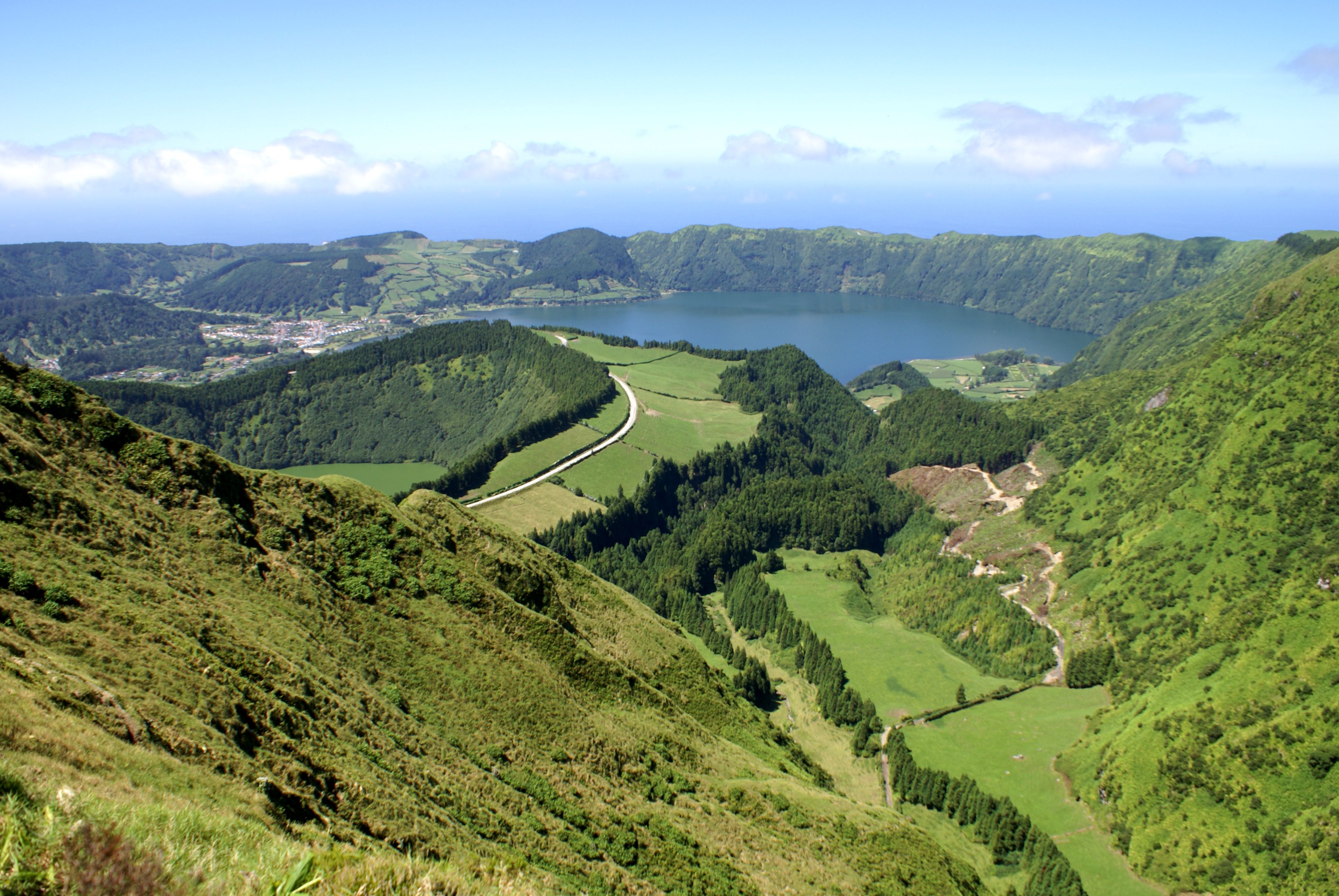
Miradouro da Boca do Inferno, Lagoa das Sete Cidades

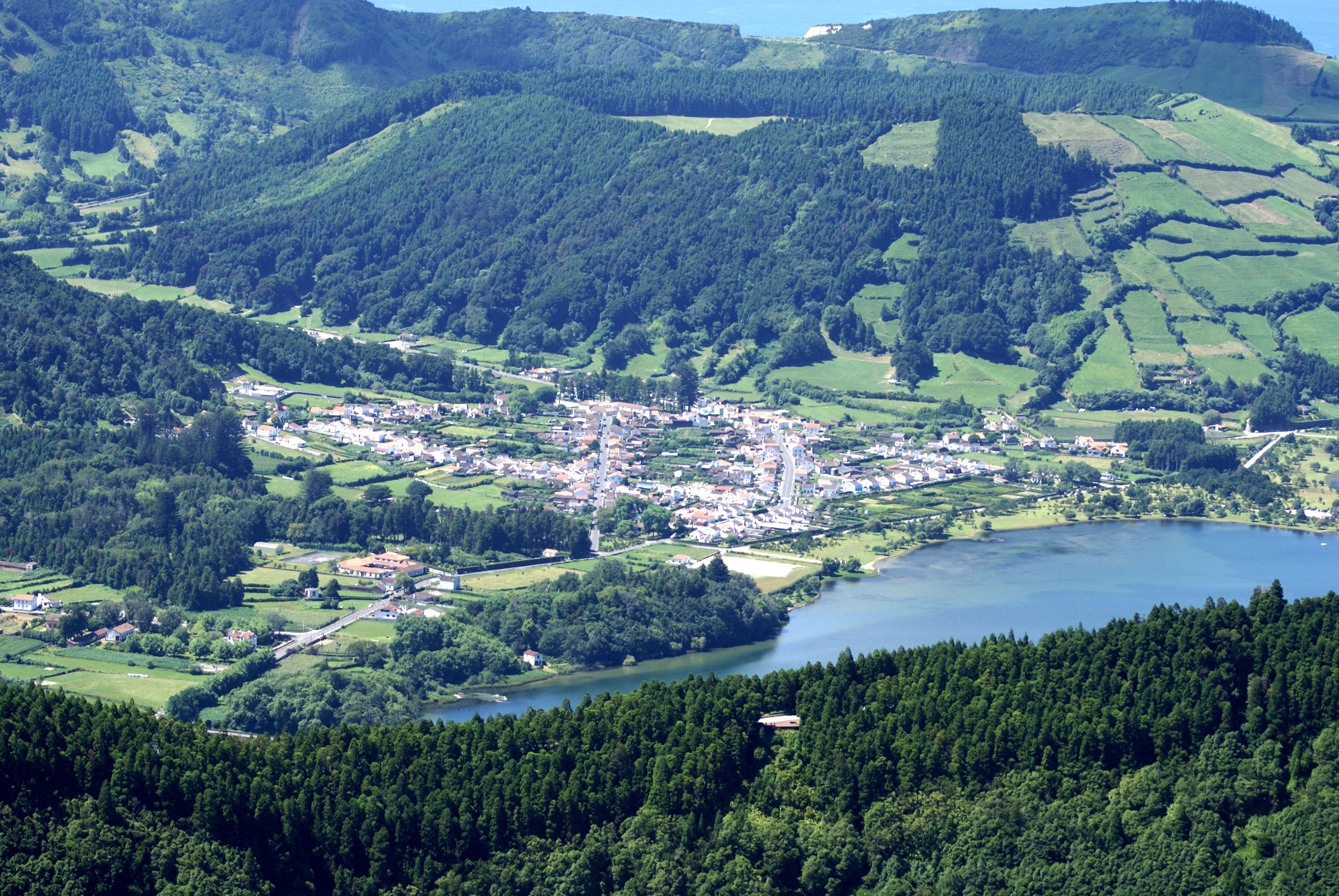
Miradouro da Boca do Inferno, povoado das Sete Cidades

O Miradouro da Boca do Inferno é um miradouro português localizado na freguesia de Santo António, concelho de Ponta Delgada, na ilha açoriana de São Miguel.
Este miradouro apresenta-se dentro do espaço da Zona de Paisagem Protegida das Sete Cidades e tem uma das mais espantosas paisagens da ilha de São Miguel, facto que lhe advêm da altitude (cerca de 1000 metros) a que se encontra, no cimo de uma elevação sobranceira à Caldeira das Sete Cidades.
Daqui é possível ver a Lagoa do Canário, a Lagoa das Sete Cidades, a Lagoa Rasa e parte do Povoado das Sete Cidades além de parte da Serra Devassa.
Este miradouro encontra-se envolvido por uma paisagem selvagem e natural onde os endemismos característicos das florestas da Macaronésia são uma constante.

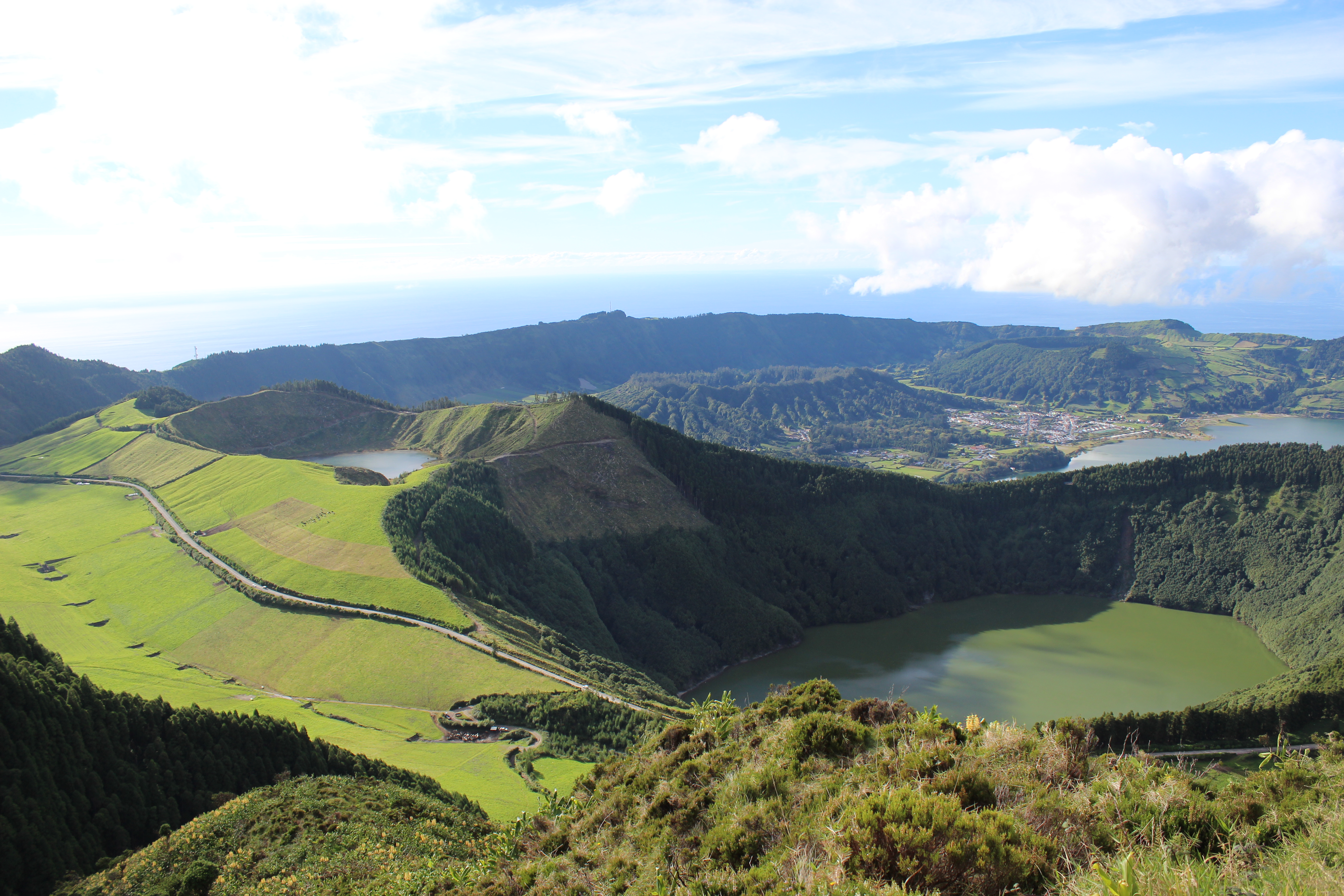
Lagoa Rasa e Lagoa de Santiago vistas a partir do Miradouro da Boca do Inferno

Situa-se nas coordenadas UTM - 26S 6088.41891 e a uma altitude de 730 metros.